# Кочкари (Челябинская область)
Кочкари́ — посёлок в Усть-Катавском городском округе Челябинской области России.

## География
Расположен недалеко от устья реки Минки, в месте её впадения в Юрюзань, на границе с Башкортостаном. Расстояние до Усть-Катава 20 км.

## Население
| 2002 | 2010 |
| ---- | ---- |
| 0    | →0   |

Гендерный состав
По данным Всероссийской переписи, в 2010 году посёлок не имел постоянного населения.

## Улицы
Уличная сеть посёлка состоит из 1 улицы.